# Mananjary
Mananjary är en stad och kommun i regionen Vatovavy i den östra delen av Madagaskar. Kommunen hade 25 222 invånare vid folkräkningen 2018, på en yta av 36,59 km². Den ligger vid floden Mananjarys utlopp i Indiska oceanen, cirka 270 kilometer sydost om Antananarivo. Mananjary är huvudort i regionen Vatovavy och är en viktig utskeppningshamn för produktionen av kaffe, vanilj, kakao, oliver och ris.
Stadens flygplats är Mananjary Airport.